# 蕭美玉

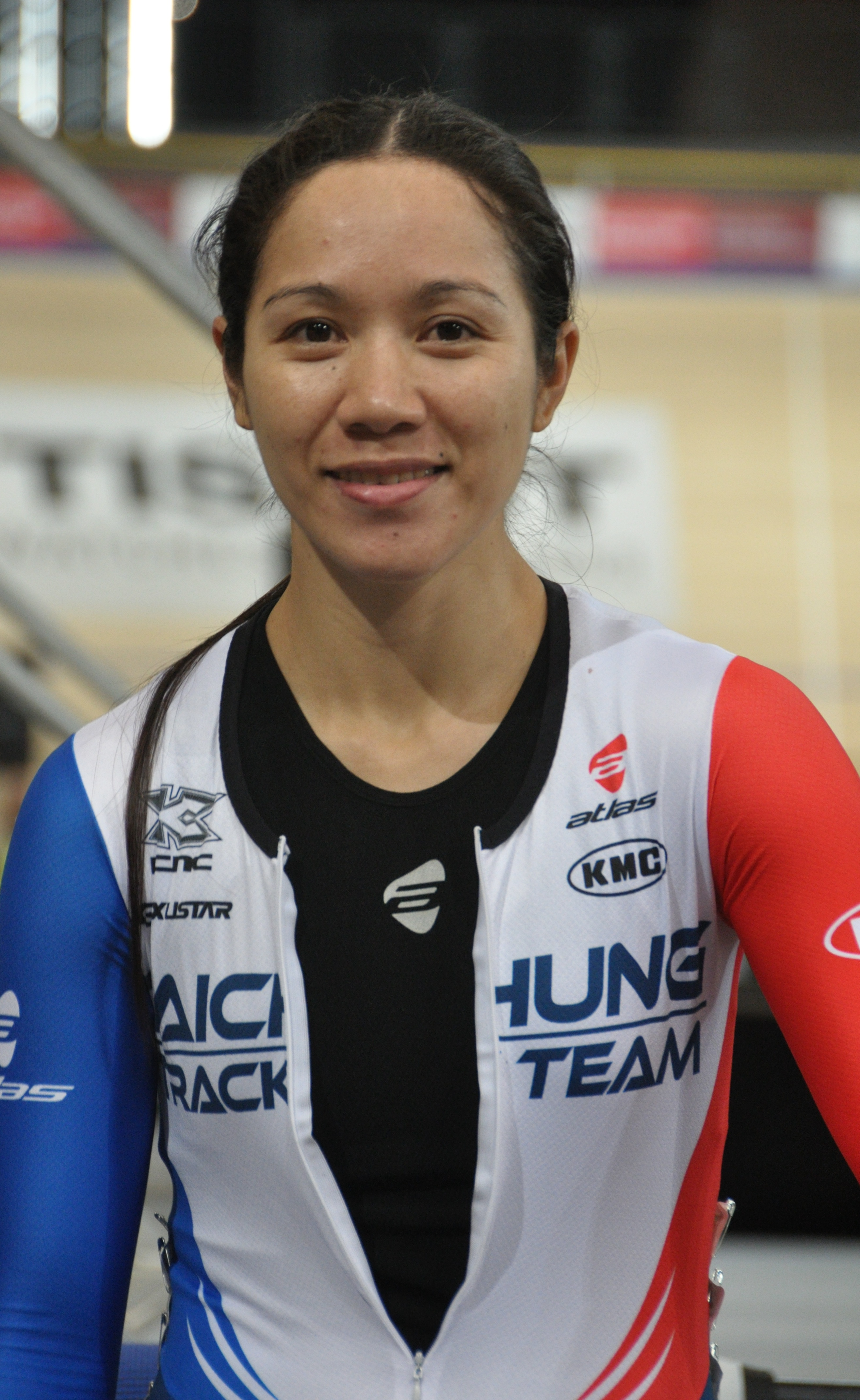
2016蕭美玉在台灣全運會爭先賽資格賽

蕭 美玉（しゅう びぎょく、シャオ・メイユ、Hsiao Mei-yu、1985年1月7日 - ）は、台湾の女子自転車競技選手。台中県（現：台中市）出身。

## 来歴
2005年
- アジア選手権
  - チームスプリント 3位

2006年
- アジア競技大会・500mTT 2位
- アジア選手権
  - 500mTT 2位
  - ケイリン 3位

2008年
- アジア選手権
  - 500mTT 2位
  - ケイリン 3位

2009年
- アジア選手権
  - 個人ロードレース 2位
  - チームスプリント 2位
  - オムニアム 3位

2010年
- アジア競技大会
  - 個人ロードレース 優勝
  - 500mTT 3位
- アジア選手権
  - チームスプリント 2位
  - オムニアム 3位

2011年
- アジア選手権
  - 個人ロードレース 優勝

2012年
- アジア選手権
  - 個人ロードレース 優勝（2連覇）
  - チームスプリント 3位

2013年
- アジア選手権
  - 個人ロードレース 優勝（3連覇）
  - オムニアム 優勝